# برونو غاما
برونو أليشاندر فيليلا غاما (بالبرتغالية: Bruno Alexandre Vilela Gama) (مواليد 15 نوفمبر 1987) هو لاعب كرة قدم برتغالي ، يلعب في مركزي الجناح الأيسر والجناح الأيمن ، ويلعب حاليًا لنادي ديبورتيفو لاكورونيا الإسباني.

## بطولات وإنجازات اللاعب

### على مستوى الأندية

#### فيتوريا سيتوبال
- كأس الدوري البرتغالي: 2007–2008

#### ديبورتيفو لاكورونيا
- دوري الدرجة الثانية الإسباني: 2011–2012

### البرتغال تحت 17
- بطولة أوروبا تحت 17 سنة لكرة القدم: 2003

## روابط خارجية
- برونو غاما على موقع الاتحاد الدولي (مؤرشف)  (الإنجليزية)
- برونو غاما على موقع قاعدة بيانات كرة القدم.إي يو (الإنجليزية)
- برونو غاما على موقع Soccerbase.com (لاعب) (الإنجليزية)
- برونو غاما على موقع Soccerway.com (الإنجليزية)
- برونو غاما على موقع عالم كرة القدم.نت (الإنجليزية)
- برونو غاما على موقع AS.com (الإسبانية)